# Chapelle Sainte-Anne de Daoulas
La chapelle Sainte-Anne est un édifice situé à Daoulas, en France.

## Localisation
La chapelle est située sur le territoire de la commune de Daoulas, rue de l'Église, dans le département du Finistère, en région Bretagne.

## Description
La chapelle est construite selon un plan en forme de croix latine, avec un seul transept, contenue dans l'enclos monastique. La nef et la façade principale remontent au XVIe siècle, avec ogives et sculptures. Le transept est séparé de la nef par une colonne qui possédait un chapiteau sculpté rappelant le style de l'architecture lombarde, détruit. Au Moyen Âge, s'y rassemblaient les pèlerins désirant rejoindre Rocamadour ou Saint-Jacques-de-Compostelle à pied.

## Historique
La chapelle est classée au titre des monuments historiques par arrêté du 1862.

## Galerie

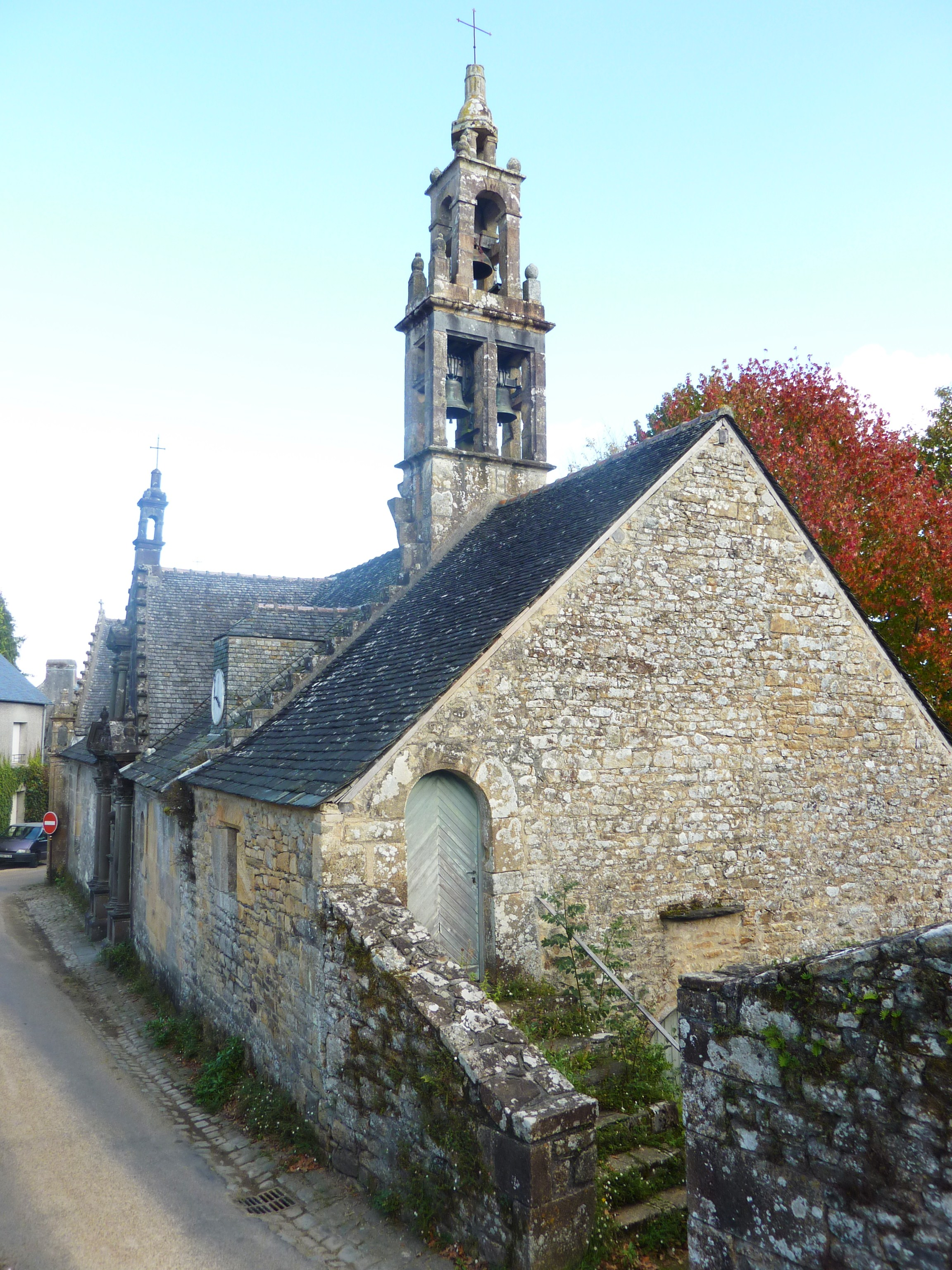
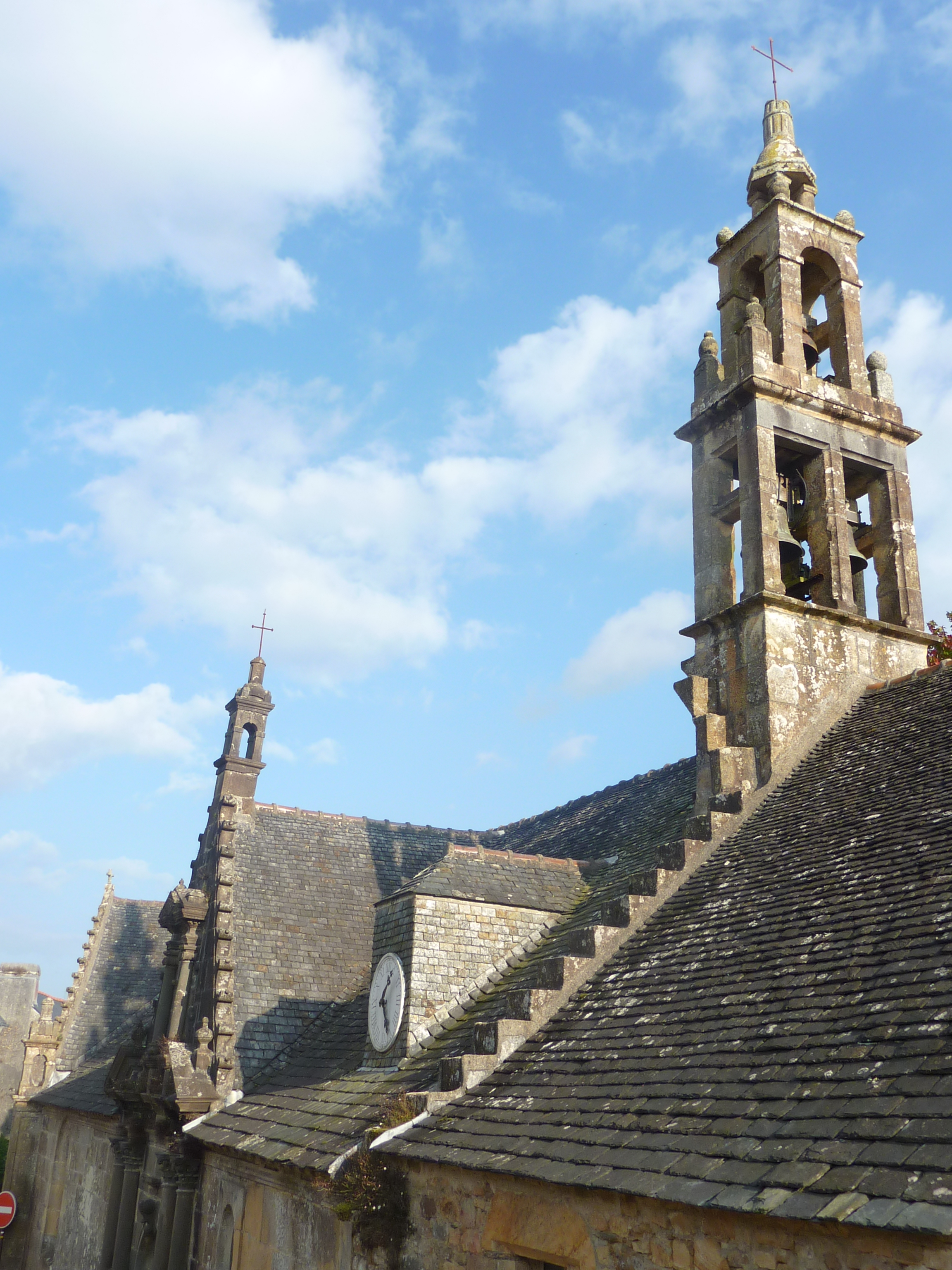
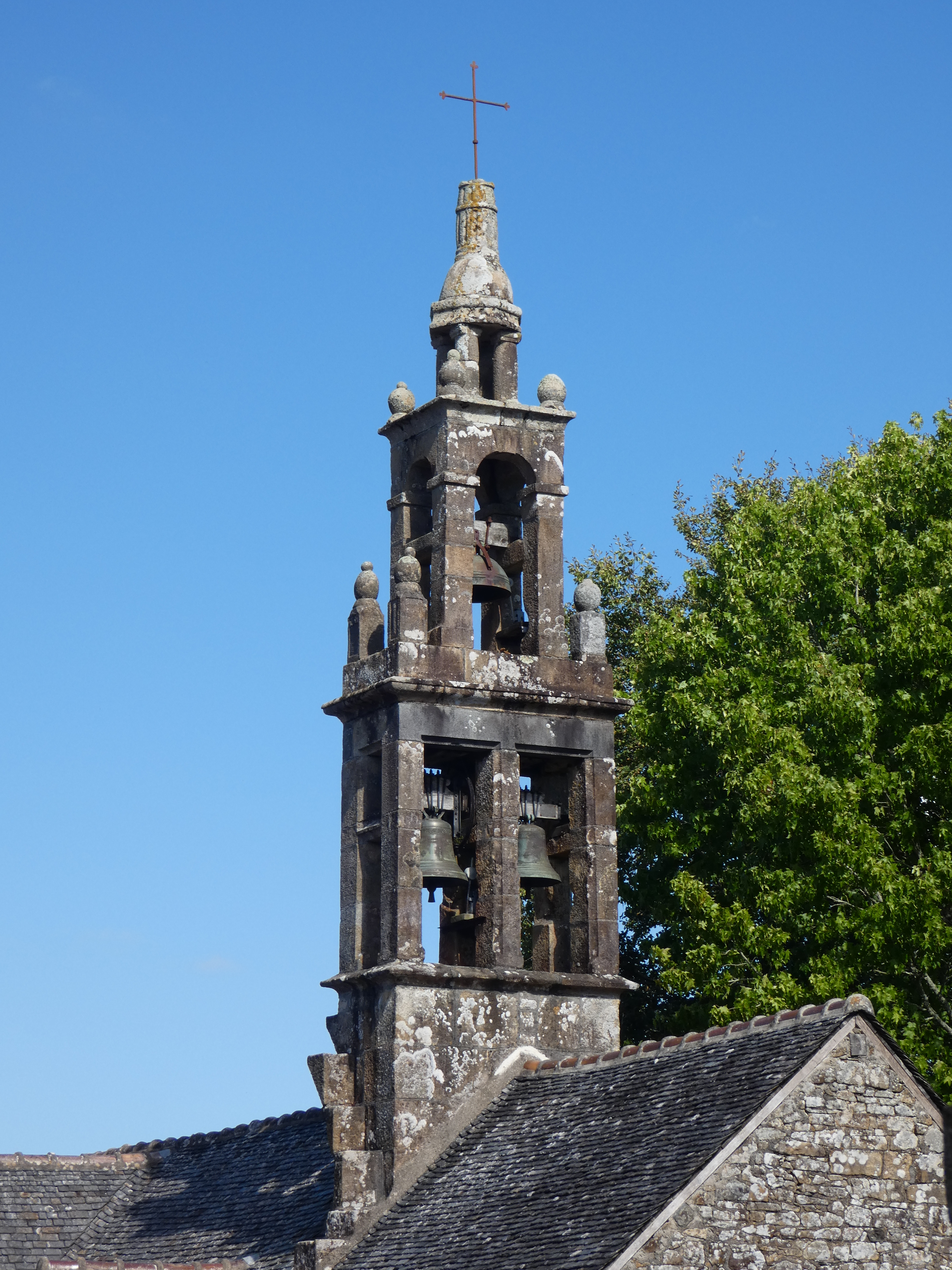
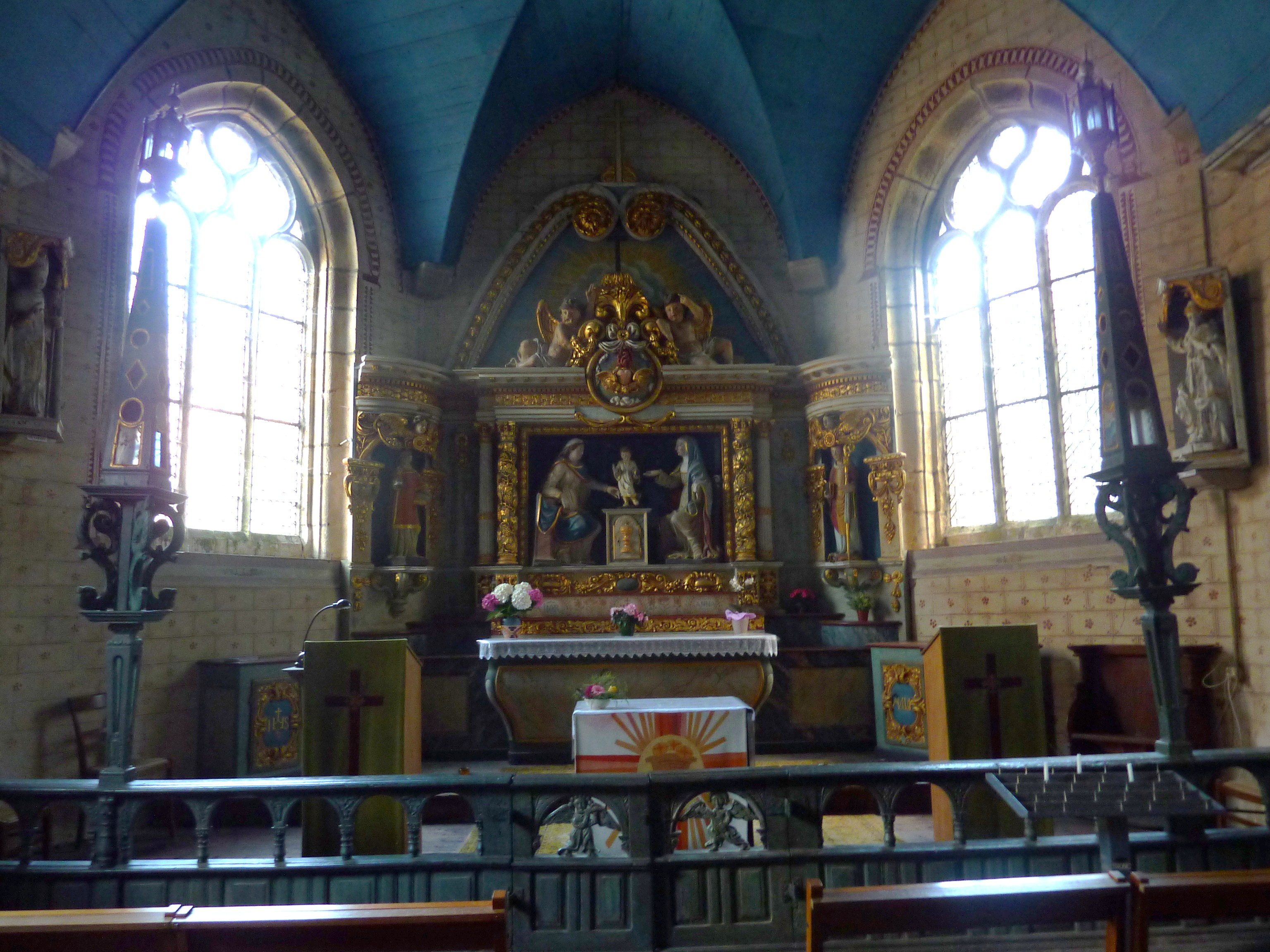
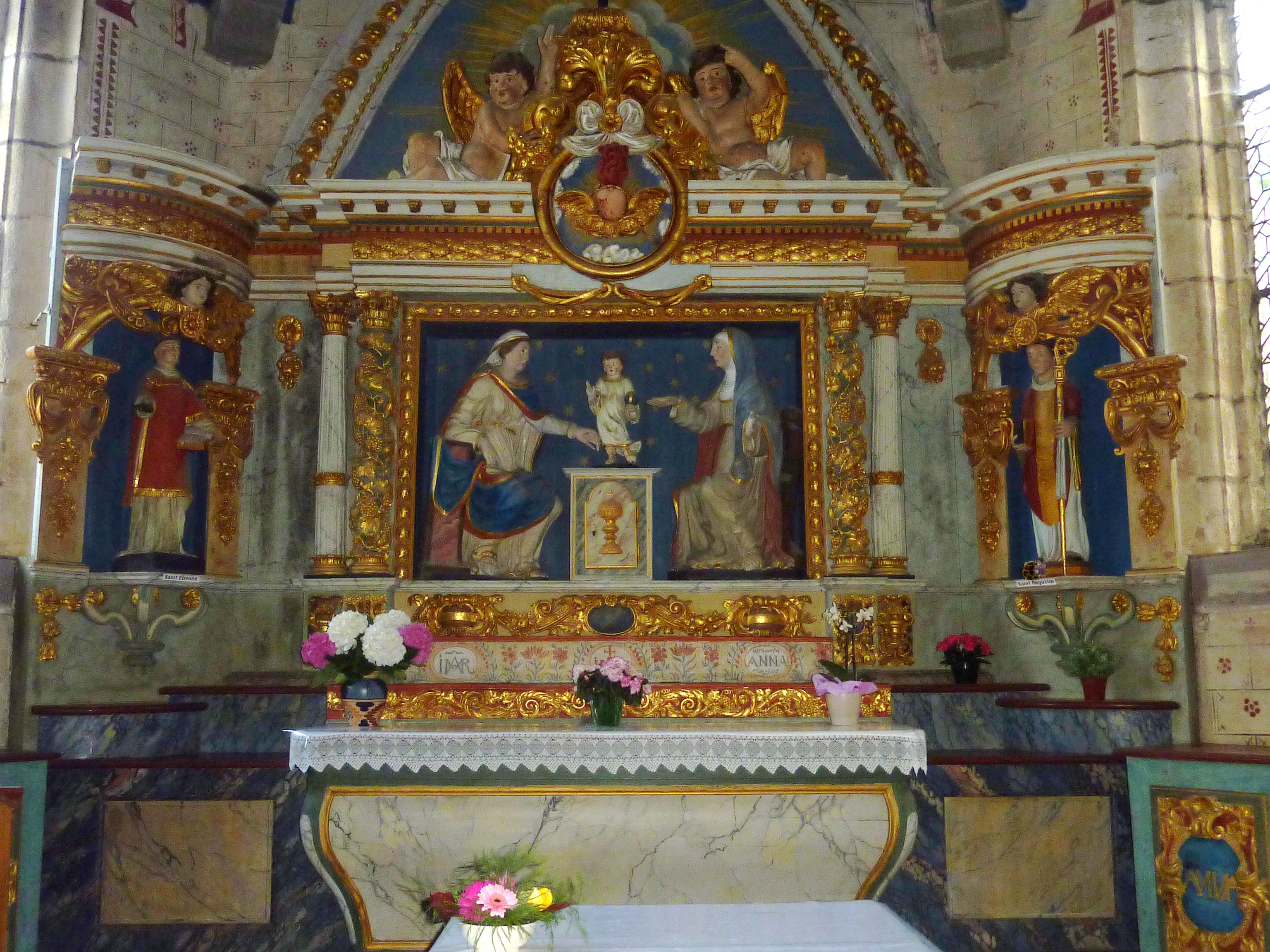
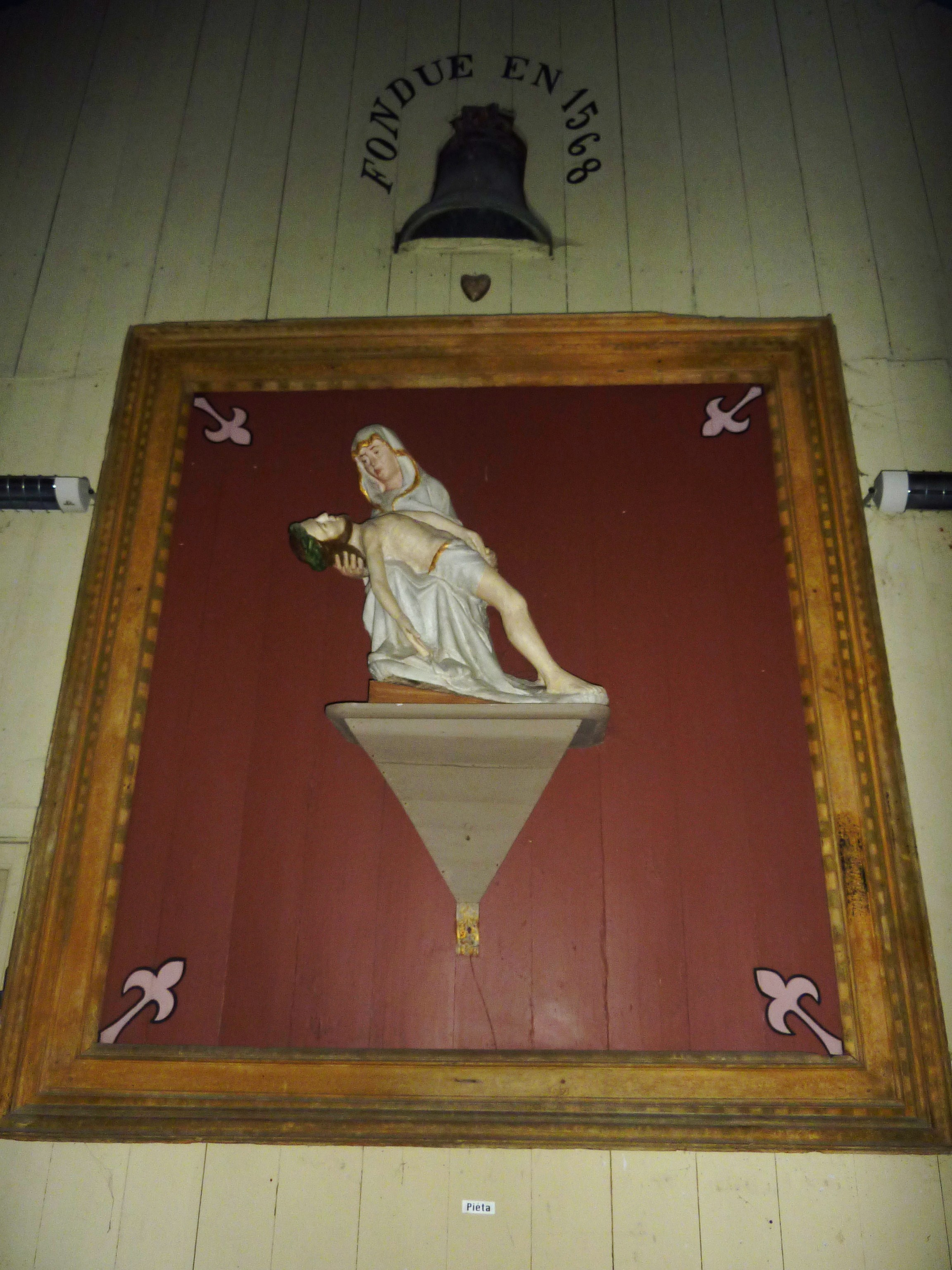
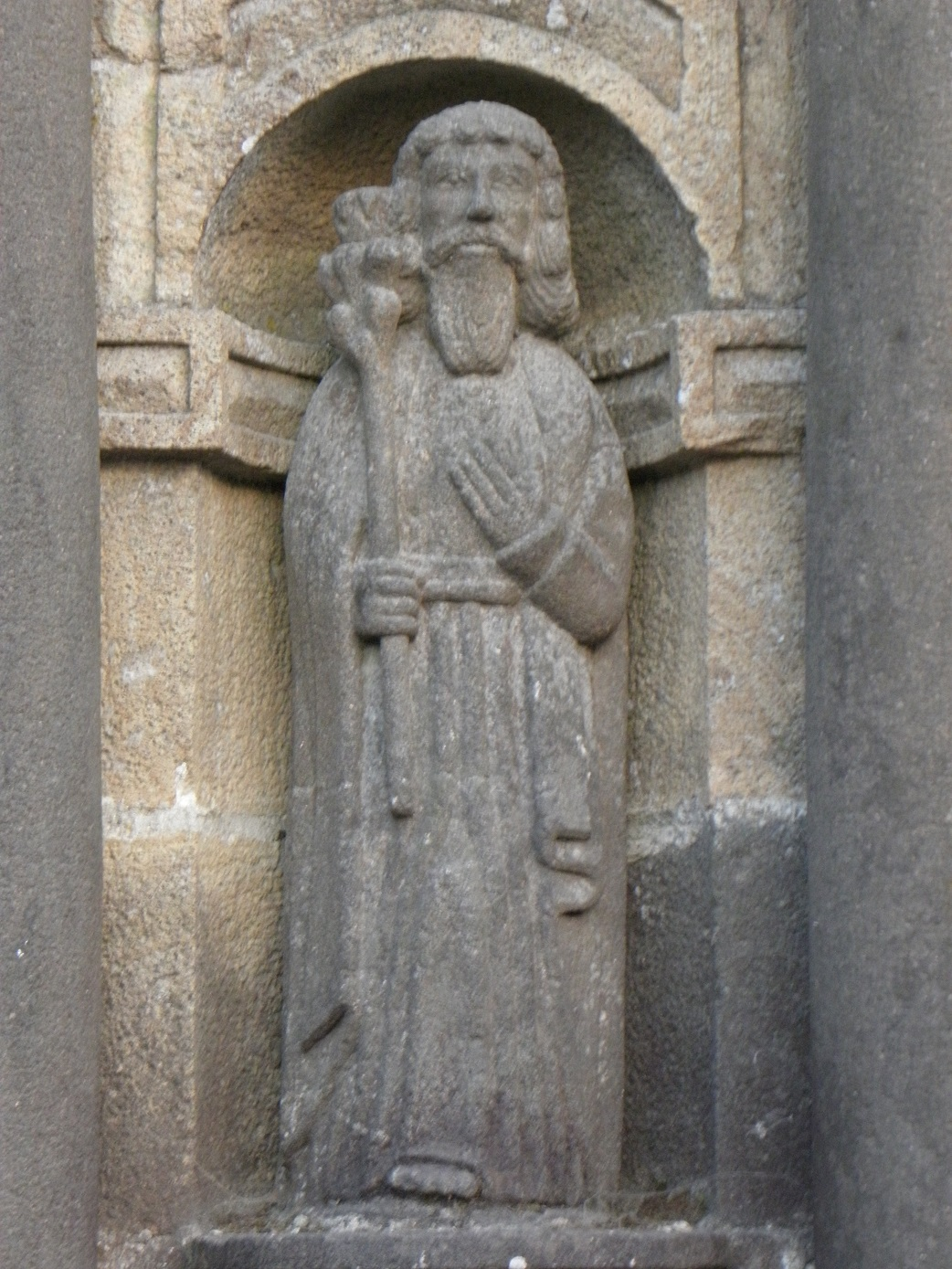
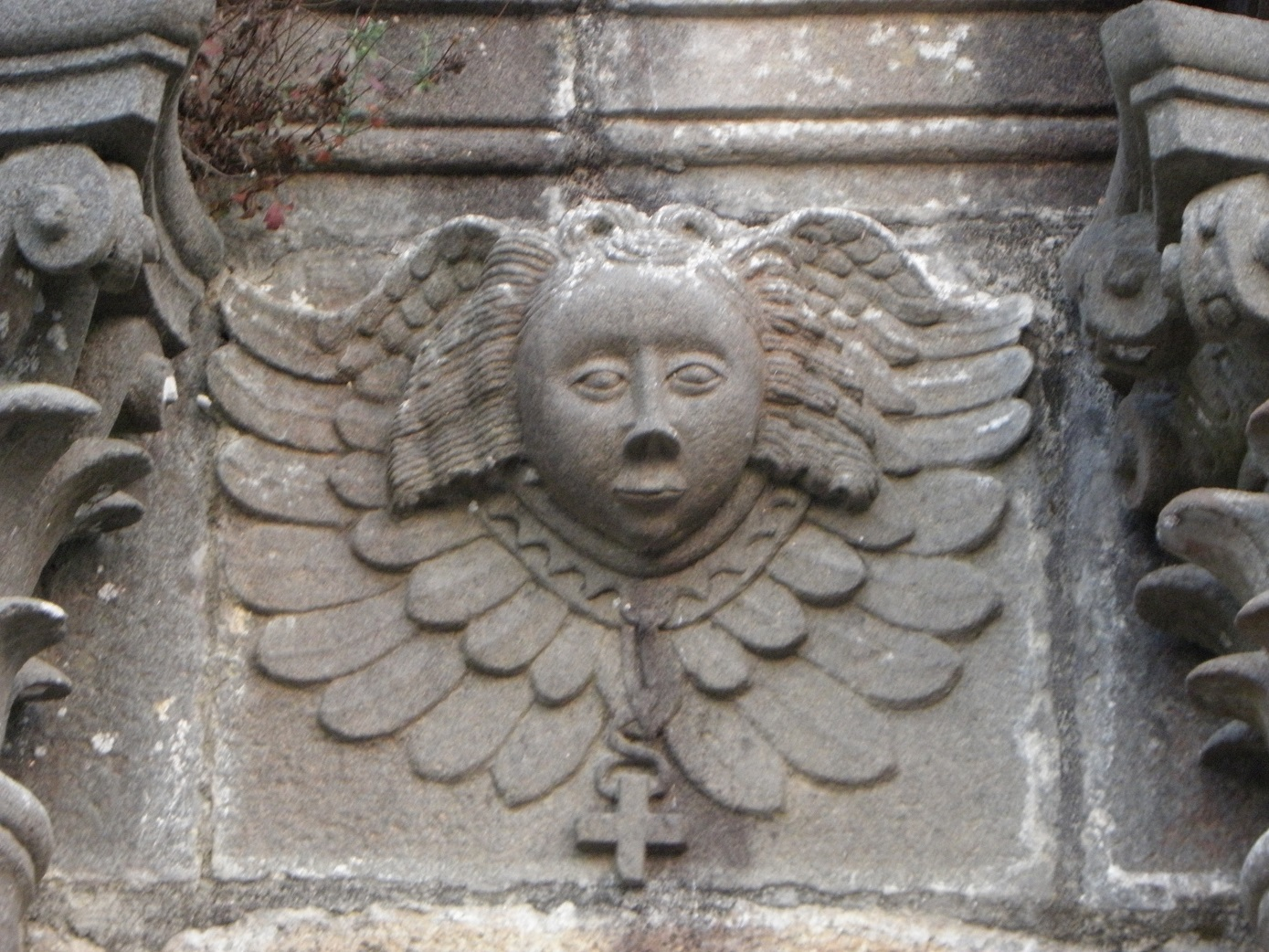